# سرمایه‌گذاری خصوصی
سرمایه‌گذاری خصوصی (به انگلیسی: Private equity) به سرمایه‌گذاری در شرکت‌ها یا دارایی‌هایی گفته می‌شود که سهام آن‌ها در بورس اوراق بهادار عمومی معامله نمی‌شود و معمولاً توسط شرکت‌های سرمایه‌گذاری خصوصی، صندوق‌های سرمایه‌گذاری خطرپذیر یا سرمایه‌گذاران نهادی با سرمایه بالا انجام می‌شود.
اهداف سرمایه‌گذاری خصوصی شامل بازسازی و بهبود شرکت‌هایی با پتانسیل رشد بالا، افزایش ارزش شرکت و فروش سهام با سود بالا در یک بازه زمانی مشخص (معمولاً ۳ تا ۷ سال) و سرمایه‌گذاری در دارایی‌های غیرمنقول مانند املاک و مستغلات، زیرساخت‌ها و منابع طبیعی است.
روش‌های سرمایه‌گذاری خصوصی شامل خرید سهام عمده یا کل سهام یک شرکت، تأمین مالی بدهی از طریق وام یا سرمایه‌گذاری در اوراق قرضه شرکت‌ها، و تأمین مالی پروژه‌های خاص مانند ساخت کارخانه یا توسعه محصول جدید می‌شود.
سرمایه‌گذاری خصوصی مزایای زیادی دارد، از جمله پتانسیل بازدهی بالا به دلیل سرمایه‌گذاری در شرکت‌های با پتانسیل رشد بالا، دسترسی به فرصت‌های سرمایه‌گذاری منحصر به فرد که برای عموم در دسترس نیست، و تأثیرگذاری بر مدیریت شرکت. با این حال، معایبی نیز دارد، از جمله ریسک بالا به دلیل احتمال شکست شرکت‌های سرمایه‌گذاری شده، نقدینگی پایین به دلیل سختی فروش سهام در شرکت‌های خصوصی، و هزینه‌های بالا به دلیل کارمزدهای بالای سرمایه‌گذاران خصوصی.
شرکت‌های Blackstone Group, Carlyle Group, KKR & Co. و TPG Capital از جمله نمونه‌های شرکت‌های سرمایه‌گذاری خصوصی هستند.

## انواع شرکت‌های سرمایه‌گذاری خصوصی
1. در مراحل ابتدایی طرح‌ها و شکل‌گیری شرکت‌ها توسط فرشتگان تجارت (BA)و سرمایه‌گذاران ریسک‌پذیر(VC)
2. در مراحل رشد شرکت‌ها، با حجم بالاتری از سرمایه در طرح‌های توسعه‌ای و رشد (Growth Fund)
3. در مراحل بعدی استفاده از صندوق‌های تأمین مالی اهرمی (Buyouts)
4. و همچنین شرکت‌های سرمایه‌گذاری پیش از انتشار عمومی سهام (Mezzanine Finance) صورت می‌پذیرد.

## برخی از ویژگی‌ها
برخی از ویژگی‌های کلیدی سرمایه‌گذاری خصوصی عبارتند از:
مدیر سرمایه‌گذاری (سرمایه‌گذار خصوصی) از سرمایه‌گذاران نهادی (مانند صندوق‌های پوشش ریسک، صندوق‌های بازنشستگی، موقوفات دانشگاهی، و افراد با ارزش خالص بسیار بالا) پول جمع‌آوری می‌کند تا یک استراتژی سرمایه‌گذاری خاص را دنبال کند. وجوه جمع‌آوری‌شده در یک صندوق سرمایه‌گذاری قرار می‌گیرد که در آن مدیر سرمایه‌گذاری به عنوان شریک عمومی (GP) و سرمایه‌گذاران نهادی به عنوان شرکای محدود (LP) عمل می‌کنند.
سپس مدیر سرمایه‌گذاری با استفاده از ترکیبی از تأمین مالی سهام و بدهی، سهام مالکیت شرکت‌ها را خریداری می‌کند، با این هدف که بازدهی سهام سرمایه‌گذاری شده، از جمله هرگونه سرمایه‌گذاری بعدی در شرکت‌های هدف، را در یک افق هدف بر اساس صندوق سرمایه‌گذاری و استراتژی خاص (معمولاً ۴–۷ سال) ایجاد کند.
از منظر مدل‌سازی مالی، اهرم‌های اصلی در دسترس سرمایه‌گذاران خصوصی برای هدایت بازده عبارتند از:
- رشد درآمد
- گسترش حاشیه (معمولاً حاشیه EBITDA)
- تولید جریان نقدی آزاد / بازپرداخت بدهی
- افزایش چند برابری ارزش‌گذاری (معمولاً یک مقدار سازمانی / چند برابری EBITDA)

استراتژی‌های ایجاد ارزش می‌توانند در صندوق‌های سرمایه‌گذاری خصوصی بسیار متفاوت باشند. به عنوان مثال، برخی از سرمایه‌گذاران ممکن است افزایش فروش در بازارهای جدید یا موجود (رشد درآمد) را هدف قرار دهند، در حالی که برخی دیگر ممکن است به دنبال کاهش هزینه‌ها از طریق کاهش تعداد کارکنان (افزایش حاشیه‌ها) باشند. بسیاری از استراتژی‌ها شامل مقداری بازسازی حاکمیت شرکتی می‌شوند، برای مثال، ایجاد هیئت مدیره یا به‌روزرسانی ساختار گزارش مدیریتی هدف.
استفاده از تأمین مالی بدهی در خرید شرکت‌ها، بازده حقوق صاحبان سهام را با کاهش میزان حقوق صاحبان سهام اولیه مورد نیاز برای خرید هدف افزایش می‌دهد. علاوه بر این، پرداخت‌های بهره قابل کسر مالیاتی هستند، بنابراین تأمین مالی بدهی مالیات شرکت‌ها را کاهش می‌دهد و در نتیجه کل جریان‌های نقدی پس از کسر مالیات ایجاد شده توسط کسب‌وکار را افزایش می‌دهد.
پس از یک سری ورشکستگی‌های مهم، استفاده از اهرم تهاجمی توسط صندوق‌های سرمایه‌گذاری خصوصی در دهه‌های اخیر کاهش یافته است - در سال ۲۰۰۵، تقریباً ۷۰ درصد از میانگین خریدهای سهام خصوصی نشان دهنده بدهی بود، در حالی که این درصد در سال ۲۰۲۰ به ۵۰ درصد نزدیک‌تر بود.
شرکت‌هایی که ریسک‌های عملیاتی زیادی را می‌پذیرند (مثلاً "تغییرات") معمولاً سطوح اهرمی بسیار پایین‌تری را برای شرکت‌های اکتسابی اعمال می‌کنند تا انعطاف‌پذیری مالی بیشتری برای مدیریت فراهم کنند. شرکت‌هایی که ریسک عملیاتی کمتری دارند، اغلب سعی می‌کنند اهرم موجود را به حداکثر برسانند و بر روی سرمایه‌گذاری‌هایی تمرکز کنند که جریان‌های نقدی قوی و پایداری را برای سرویس‌دهی به مانده‌های بدهی بالاتر ایجاد می‌کنند.
با گذشت زمان، "سهام خصوصی" به بسیاری از استراتژی‌های سرمایه‌گذاری مختلف اشاره می‌کند، از جمله خرید اهرمی، اوراق بهادار مضطرب، سرمایه‌گذاری خطرپذیر، سرمایه رشد، و سرمایه بینابینی. یکی از قابل توجه‌ترین تفاوت‌ها بین خریدهای اهرمی و سایر استراتژی‌ها این است که خریدها عموماً "موقعیت‌های سهام کنترلی" هستند، زیرا صندوق‌های خرید معمولاً سهام مالکیت اکثریت را در شرکت‌های هدف خود خریداری می‌کنند، در حالی که سایر استراتژی‌های سرمایه‌گذاری معمولاً سهام مالکیت اقلیت ("غیر کنترلی") را خریداری می‌کنند. و توانایی آنها را برای ایجاد تغییرات تحولی در شرکت‌های هدف کاهش می‌دهد.
برای معاملات بزرگ، سرمایه‌گذاران سهام خصوصی اغلب در یک سندیکا با هم سرمایه‌گذاری می‌کنند تا به‌طور مشترک از تنوع در معرض قرار گرفتن، اطلاعات و مهارت‌های مکمل سرمایه‌گذار و ارتباطات بیشتر برای سرمایه‌گذاری‌های آینده بهره‌مند شوند.

## تاریخچه سرمایه‌گذاری خصوصی
توسعه بازار سرمایه‌گذاری خصوصی به چندین دهه قبل در دنیا و کشورهای توسعه یافته اوایل ۱۹۸۰ میلادی برمی‌گردد و در حال حاضر در کشورهای در حال توسعه‌ای مانند ترکیه، هند و برزیل و حتی بسیاری از کشورهای آفریقایی شاهد توجه ویژه‌ای به این بازار هستیم. به‌طوری‌که شرکت مالی بین‌المللی IFC در بیش از ۲۵۰ صندوق سرمایه‌گذاری خصوصی در کشورهای در حال توسعه، مشارکت و سرمایه‌گذاری کرده است.
درحال حاضر بازارهای ادغام و اکتساب (M&A) و خرید و فروش شرکت‌های خارج از بازار بورس حجم بسیاری از دادوستد سهام و تأمین مالی شرکت‌های خصوصی را به خود اختصاص داده است.
این بازار با نرخ بازده‌ای سرمایه‌گذاری بالاتر از شرکت‌های بورسی روز به روز در حال توسعه بوده و بر شمار شرکت‌ها و صندوق‌های سرمایه‌گذاری خصوصی افزوده می‌گردد و انجمن‌ها و موسسات آموزشی، کنفرانس‌ها و خبرگزاریهای تخصصی داخلی و بین‌المللی فراوانی در سطح بین‌الملل و سایر کشورهای در حال توسعه به وجود آمده‌اند.
سرمایه‌گذاری خطرپذیر بخشی از بازار وسیع سرمایه‌گذاری خصوصی است.

## تفاوت‌های سرمایه‌گذاری خصوصی با سرمایه‌گذاری خطرپذیر
1. سرمایه‌گذاری عمدتاً در مراحل اولیه شکل‌گیری شرکت‌ها توسط سرمایه‌گذاران ریسک‌پذیر و در مراحل توسعه شرکت‌های با اندازه بزرگ توسط سایر سرمایه‌گذاران فعال در بازار سرمایه خصوصی(Private Equity Markets) وارد سرمایه‌گذاری برای دوره محدود و تعریف شده‌ای می‌شوند.
2. شرکت‌های سرمایه‌گذاری خصوصی(PE) در تمام شرکت‌ها با حوزه فعالیت‌های صنعتی مختلف سرمایه‌گذاری می‌کنند. (زمین و ساختمان، حمل و نقل، صنایع معدنی، سیمان، صنعت انرژی و نفت و گاز، پزشکی و داروسازی و غیره) اما سرمایه‌گذاران ریسک‌پذیر بر فناوری‌های جدید، مانند فناوری‌های زیست‌محیطی، فناوری نانو، فناوری اطلاعات و فناوری انرژی‌های نو متمرکز می‌شوند.
3. شرکت‌های سرمایه‌گذاری خصوصی، اکثر مواقع ۱۰۰٪ سهام یک شرکت را (اغلب از طریق LBO) اکتساب می‌کنند در حالی که سرمایه‌گذاران ریسک‌پذیر سهم اقلی از شرکت یعنی کمتر از ۵۰٪ را اکتساب می‌کنند.
4. حجم سرمایه‌گذاری شرکت‌های سرمایه‌گذاری خصوصی بالاست. حداقل ۱۰۰ میلیون دلار تا هزاران میلیارد دلار در شرکت‌های بزرگ سرمایه‌گذاری می‌کند اما حجم سرمایه‌گذاری شرکت‌های ریسک‌پذیر بسیار کمتر و اغلب زیر ۱۰ میلیون دلار در شرکت‌های در حال تأسیس یا نوپا است.
5. شرکت‌های سرمایه‌گذاری ریسک‌پذیر تنها از ابزار سهام به منظور سرمایه‌گذاری استفاده می‌کند در حالی که سرمایه‌گذاری خصوصی از ساختار ترکیبی، وام و سهام بهره می‌گیرند
6. شرکت‌های سرمایه‌گذاری خصوصی در شرکت‌های بالغ با عملکرد مالی و اجرایی که دارای سوابق هستند سرمایه‌گذاری می‌کنند در حالی که سرمایه‌گذاران ریسک‌پذیر غالباً در شرکت‌های در مراحل اولیه رشد و شکل‌گیری پیش از کسب درآمد و فروش عملیاتی سرمایه‌گذاری می‌کند.
7. سرمایه‌گذاران ریسک‌پذیر در سبدی از سهام چندین شرکت سرمایه‌گذاری می‌کنند که البته حجم سرمایه‌گذاری‌ها اندک بوده و در صورت شکست یک شرکت/ طرح سرمایه‌گذاران ریسک‌پذیر دچار ضرر و زیان می‌گردند. اما سرمایه‌گذاران خصوصی به دلیل حجم سرمایه‌گذاری بالا اغلب در سهام شرکت‌های اندکی سرمایه‌گذاری می‌کنند که در صورت شکست / طرح متقبل ضرر و زیان قابل توجهی خواهندشد.
8. شرکت‌های سرمایه‌گذار خصوصی در شرکت‌هایی که دارای محصولات تولیدی با سابقه فروش هستند سرمایه‌گذاری می‌کنند ولی اغلب سرمایه‌گذاران ریسک‌پذیر در مراحل پیش از تولید و توسعه محصول، زمانیکه ایده یا محصول نمونه ارائه می‌شود سرمایه‌گذاری می‌کند

## صندوق‌های سرمایه‌گذاری خصوصی در ایران
صندوق سرمایه‌گذاری خصوصی (به اختصار PE) ابزارهای سرمایه‌گذاری هستند که به وسیله شرکت‌های خصوصی و به نمایندگی از گروهی از سرمایه‌گذاران اداره می‌شوند. سرمایه این صندوق‌ها با این دیدگاه تأمین می‌شود که بخشی از سهام شرکت‌های خصوصی تملک و سپس در یک بازه زمانی واگذار شود. در حال حاضر تنها سه صندوق خصوصی در بازار سرمایه ایران در حال فعالیت هستند. در ایران دستورالعمل تأسیس و راه‌اندازی صندوق‌های خصوصی در سال ۹۷ توسط سازمان بورس و اوراق بهادار تهیه و ابلاغ شد. واحدهای این صندوق‌ها به شکل قابل معامله در بورس هستند، ساختار حاکمیت شرکتی آنها در قالب واحدهای ممتاز، که تشکیل‌دهنده مجمع صندوق هستند، و واحدهای عادی اداره می‌شود. تصمیمات سرمایه‌گذاری آن با مسئولیت مدیر صندوق، در چارچوب مصوب مجمع، و با کمک کمیته سرمایه‌گذاری، اتخاذ می‌شود.

## انواع صندوق‌های سرمایه‌گذاری خصوصی
صندوق‌های سرمایه‌گذاری خصوصی انواع مختلفی دارند که هر کدام بر اساس نوع دارایی‌ها، استراتژی سرمایه‌گذاری و اهداف متفاوتی طراحی شده‌اند. می‌توان صندوق های سرمایه گذاری خصوصی را به شرح زیر تقسیم بندی کرد:
صندوق‌های سهام خصوصی (Private Equity Funds): این نوع صندوق‌ها در سهام شرکت‌های خصوصی یا سهام شرکت‌هایی که در حال خروج از بازار بورس هستند، سرمایه‌گذاری می‌کنند. هدف اصلی این صندوق‌ها کمک به رشد و توسعه شرکت‌ها است تا در آینده با ارزش بالاتری فروخته شوند.
صندوق‌های سرمایه‌گذاری خطرپذیر (Venture Capital Funds): این صندوق‌ها در شرکت‌های نوپا و استارتاپ‌ها با پتانسیل رشد بالا سرمایه‌گذاری می‌کنند. این نوع صندوق‌ها معمولاً در مراحل اولیه رشد شرکت‌ها حضور دارند و سرمایه‌گذاری‌های پرریسکی انجام می‌دهند.
صندوق‌های سرمایه‌گذاری در دارایی‌های جایگزین (Alternative Investment Funds): این نوع صندوق‌ها در دارایی‌هایی مانند املاک و مستغلات، زیرساخت‌ها، انرژی‌های تجدیدپذیر، یا کالاهایی مانند طلا و فلزات گران‌بها سرمایه‌گذاری می‌کنند.
صندوق‌های بدهی خصوصی (Private Debt Funds): این صندوق‌ها سرمایه خود را به عنوان وام به شرکت‌های خصوصی ارائه می‌دهند. این نوع سرمایه‌گذاری بیشتر برای تأمین مالی پروژه‌ها یا توسعه کسب‌وکارها استفاده می‌شود.
صندوق‌های خریداری (Buyout Funds): این صندوق‌ها برای خریداری و کنترل کامل شرکت‌ها، خصوصاً شرکت‌هایی که با مشکلات مالی مواجه هستند، تأسیس می‌شوند. بعد از خرید، تلاش می‌کنند تا شرکت را بهبود بخشیده و سپس با سود به فروش برسانند.